# Buddleja scordioides
Buddleja scordioides är en flenörtsväxtart som beskrevs av Carl Sigismund Kunth. Buddleja scordioides ingår i släktet buddlejor, och familjen flenörtsväxter. Inga underarter finns listade i Catalogue of Life.